# Victor Ash

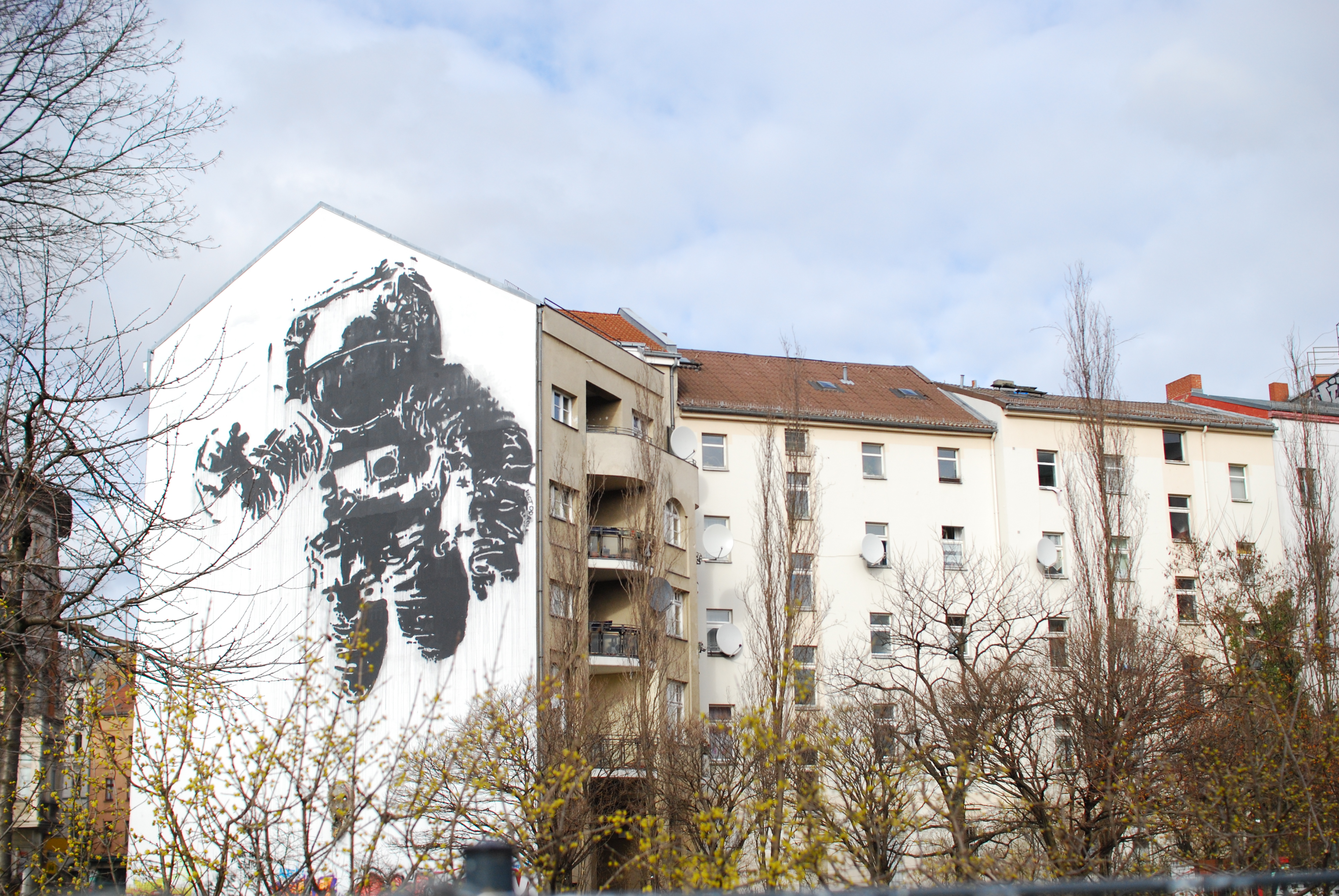
Astronaut Cosmonaut a Kreuzberg

Victor Ash, més conegut com a Ash, és un artista parisenc resident a Frederiksberg. Ash treballa principalment sobre tela, fa litografia i realitza instal·lacions i arts aplicades al mur. Exposa regularment en museus i galeries de tot el món des de finals dels anys 1980.
Ash va començar la seva carrera artística com a grafiter a principis dels anys 1980. Del 1983 al 1986 també es va fer dir «Saho» i «Ash2». Va formar part del col·lectiu parisenc de grafit BBC o Badbc, i va ser contemporani de Bando, Mode2 i JonOne.
El 1989, la dissenyadora de moda francesa Agnès b. va convidar Ash, JonOne i diversos grafiters a participar en l'exposició «Les peintres de la ville» a la Galerie du Jour situada al districte parisenc de Beaubourg. Aquesta va ser la primera vegada que Ash mostrà les seves pintures en una galeria.
Les obres més recents d'Ash es diferencien estèticament dels murals que va pintar als anys 1980 i representen un canvi de direcció dels estils tradicionals del grafit de Nova York. Ash s'inspira sovint en el contrast entre els entorns urbans i la natura i en la recerca d'identitat del jovent vinculat a les subcultures.